# (38238) Holíč
(38238) Holíč ist ein Asteroid des Hauptgürtels, der am 18. Juli 1999 von den slowakischen Astronomen Štefan Gajdoš und Dušan Kalmančok am Observatorium der Comenius-Universität in Modra (IAU-Code 118) entdeckt wurde. Erste Sichtungen des Asteroiden hatte es vorher schon im August 1995 unter der vorläufigen Bezeichnung 1995 QC11 am La-Silla-Observatorium der Europäischen Südsternwarte in Chile gegeben.
Der Asteroid wurde am 9. Februar 2009 nach der slowakischen Stadt Holíč benannt, die 1205 erstmals schriftlich erwähnt wurde.